# Fülöpjakab
Fülöpjakab es un pueblo ubicado en el distrito de Kecskemét, en el condado de Bács-Kiskun, Hungría.

## Superficie
Posee una superficie de 23,16 kilómetros cuadrados.

## Demografía
Hasta 2022 la población era de 1158 habitantes, con una densidad de población de 50 habitantes por kilómetro cuadrado.